# Карлос Такам
Карлос Такам (фр. Carlos Takam; 6 грудня 1980, Дуала) — камерунський професійний боксер.

## Аматорська кар'єра
2003 року завоював бронзову медаль на Африканських іграх.
На Олімпійських іграх 2004 програв у першому бою Мухаммеду Алі (Єгипет).

## Професіональна кар'єра
2005 року у Франції дебютував на професійному рингу і впродовж 18 боїв не знав поразок.
27 червня 2009 року зустрівся в бою з Тоні Грегорі (Франція) і зазнав першої поразки одностайним рішенням.
В наступних 13 боях не знав поразок, здобувши 12 перемог і завоювавши титул чемпіона світу у важкій вазі за малозначимою версією WBF. 6 червня 2014 року переміг колишнього претендента на титул чемпіона світу Тоні Томпсона (США) і завоював вакантний титул WBC Silver. 24 жовтня 2014 року втратив титул, програвши нокаутом Олександру Повєткіну (Росія).
21 травня 2016 року зустрівся в бою з Джозефом Паркером (Нова Зеландія). Переможець мав битися за титул чемпіона світу проти чинного чемпіона за версією IBF британця Ентоні Джошуа. Такам зазнав поразки одностайним рішенням.

### Такам проти Джошуа
28 жовтня 2017 року вийшов на бій проти чемпіона світу за версіями  WBA (Super), IBF та IBO Ентоні Джошуа (Велика Британія). Такам показав добрий виступ, змагаючись з чемпіоном 10 раундів, перш ніж рефері втрутився і зупинив бій після того, як Джошуа завдав кілька серій ударів без відповіді з боку камерунця.